# Bausen
Bausen este o localitate în Spania în comunitatea Catalonia în provincia Lleida. În 2006 avea o populație de 52 locuitori.
1. ↑  Nomenclátor Geográfico de Municipios y Entidades de Población (20240402 edition)
2. ↑   https://www.lamanyana.cat/alide-sans-arriba-a-lalcaldia-de-bausen-per-fer-politica-participativa-i-transparent/ Lipsește sau este vid: |title= (ajutor)
3. 1 2   http://www.idescat.cat/pub/?id=aec&n=925&t=2016 Lipsește sau este vid: |title= (ajutor)